# Новые приключения Хапича
«Новые приключения Хапича» (хорв. Hlapićeve nove zgode, нем. Lapitch der Kleine Schummacher) — хорватско-немецкий анимационный телесериал с анимацией от Neptuno Films из Барселоны, Испания, созданный студиями Croatia Film и EM. TV/HaffaDiebold. Является телеверсией мультфильма 1997 года «Чудесные приключения подмастерья Хлапича».
Из фильма возвращаются главный герой, мышонок Лапич (Lapitch), и его подруга Лиза (Lisa), а также их питомцы Брюстер (Brewster) и Пико (Pico). В сериале персонаж по имени Мельхиор (Melchior) заменяет роль мастера Хмурого (Master Scowler).
Ранее сериал транслировался в Великобритании на канале Tiny Pop и в России на каналах СТС и «ТелеНяня» (позднее — «Карусель») под названием «Лапиш — маленький башмачник».

## Персонажи
- Брюстер — пёс, друг Лапиша.
- Лапиш — ученик сапожника Мельхиора с волшебными башмачками.
- Лиза — помощница Лапиша и ученица Яны.
- Мелвин — барсук, часто попадающий в беду. Лапишу приходится выручать его.
- Мельхиор — башмачник, учитель Лапиша.
- Мерзкий Крыс — главный антагонист сериала, желающий стать главарём злодеев и старающийся отнять у Лапиша его волшебные башмачки.
- Пико — говорящий попугай.
- Яна — учительница Лизы, владеющая магией.

## Эпизоды
- Болтливая золотая рыбка (Brbljava ribica)
- Война из-за трав (Rat korova)
- Волшебная туфелька соскользнула (Veliko spoticanje, male cipelе)
- Волшебные башмаки (Najcarobnije carobne cizmice)
- Волшебный дар (Caroban dar)
- Вредитель Персифаль (Kresimir napast)
- Всё то золото (Sve sto sja)
- День рождения Брюстера (Bundasev rodendan)
- Замок привидений (Dvorac duhova)
- Звучание тишины (Zvuk tisine)
- Интерлюдия (Glazbeni interludij)
- Книжный переполох (Knjige vrednije od zlata)
- Конфетный король (Secerko)
- Мельхиор пропал (Melkior je nestao)
- Небеса падают (Nebo se rusi)
- Ограбление кареты (Velika pljacka kocije)
- Одна ласточка не приносит весны (Jedna lasta ne čini proljeće)
- Поднимаемся (Sto sve leti?)
- Полдень (Tocno u podne)
- Почта (Postanski ured)
- Тайный город (Tajno selo)
- Тишина и покой (Mir i tisina)
- Фея башмаков (Kraljica cipela)
- Яна и умница из умниц (Jana i mudra zena)